# Liparis aphylla
Liparis aphylla är en orkidéart som beskrevs av Gustavo Adolfo Romero och Leslie Andrew Garay. Liparis aphylla ingår i släktet gulyxnen, och familjen orkidéer. Inga underarter finns listade i Catalogue of Life.